# Dioscorea oppositiflora
Dioscorea oppositiflora är en enhjärtbladig växtart som beskrevs av August Heinrich Rudolf Grisebach. Dioscorea oppositiflora ingår i släktet Dioscorea och familjen Dioscoreaceae. Inga underarter finns listade i Catalogue of Life.